# June Tabor
June Tabor, née le 31 décembre 1947 à Warwick, est une chanteuse anglaise de musique folk.

## Biographie
La découverte à l'âge de quinze ans du disque Hazards Of Love de Anne Briggs, sur lequel elle chante sans accompagnement, puis celle de The Stewarts of Blair de Belle Stewart (en) ont fortement marqué June Tabor. Sa carrière débute en 1976 avec l'enregistrement en studio d'un album en compagnie de Maddy Prior, la chanteuse de Steeleye Span, suivi la même année d'un album en solo, Airs & Graces. Elle délaisse alors pour des raisons sentimentales sa carrière, pour ne la reprendre véritablement qu'en 1988 avec l'album Aqaba.
Son répertoire ne se limite pas à la musique folk, puisqu'il inclut aussi musique traditionnelle, jazz ou musique contemporaine.
Folk Britannia est le nom d'un concert au Barbican centre et d'une mini-série télévisée (février 2006, rediffusée en octobre). Elle a chanté « Fair Margaret and Sweet William » au Barbican, sous le titre « Daughters of Albion ». Tabor a participé au projet Street Cries d'Ashley Hutchings (2001) et à une collection de musiciens folk chantant des chansons des Beatles - Rubber Folk (2006). Elle a choisi de chanter « In My Life » de Lennon a cappella.
Tabor est souvent expérimentale, mais évite le modernisme. Par exemple, elle chante souvent des chansons traditionnelles avec un accompagnement au piano. Sur l'album Singing The Storm (1996), elle chante en s'accompagnant de la harpe de Savourna Stevenson et de la basse de Danny Thompson. En mai 2004, elle s'est produite dans le cadre de « The Big Session » et a chanté une adaptation de « Love Will Tear Us Apart » en duo avec John Jones du groupe Oysterband. En 1992, The Wire a élu « Queen Among the Heather » de Tabor comme l'un des « 50 meilleurs rythmes de tous les temps ».
Tabor a également joué un rôle comique avec le Mrs Ackroyd Band de Les Barker. À ce jour, elle a participé à trois de leurs albums : Oranges and Lemmings (1990), où elle a chanté « The Trains of Waterloo », une parodie de la chanson folklorique « The Plains of Waterloo » en duo avec Martin Carthy, Gnus and Roses (1994), où elle a chanté « The January June », une parodie de son personnage réputé sombre, et Yelp ! (2003), où elle a chanté « There's a Hole in my Bodhran », sur l'air de « There's a Hole in my Bucket ». Elle a chanté deux chansons sur Beat The Retreat, un hommage à Richard Thompson.

## Discographie
Avec Maddy Prior
- 1976 : Silly Sisters
- 1988 : The Silly Sisters, No More to the Dance

En solo
- 1976 : Airs & Graces
- 1977 : Ashes & Diamonds
- 1983 : Abyssinians
- 1988 : Aqaba, Topic Records (en)
- 1989 : Some Other Time
- 1994 : Against the Streams
- 1997 : Aleyn
- 1998 : On Air, BBC Music (en)
- 1999 : A Quiet Eye, Topic Records
- 2001 : Rosa Mundi
- 2003 : An Echo of Hooves
- 2005 : At the Wood's Heart, Topic Records
- 2011 : Ashore

Avec Martin Simpson (en)
- 1980 : A Cut Above

Avec The Oyster Band (en)
- 1990 : Freedom and Rain
- 2011 : Ragged Kingdom

Avec Iain Ballamy (en) et Huw Warren (en)
- 2013 : Quercus, ECM Records
- 2017 : Nightfall, ECM Records

## Récompenses
- 2004 : Folk Singer of the Year[3], BBC Radio 2 Folk Awards
- 2012 : Folk Singer of the Year[4], Best Group, Best Album, Best Traditional Track (les trois derniers prix partagés avec The Oyster Band (en))[5], BBC Radio 2 Folk Awards

## Source
- « June Tabor. Talks About Decorating In The Bathroom », Southern Rag, no  3, janvier 1980 [lire en ligne]